# Jan Arnošt Smoler
Jan Arnošt Smoler (nemško Johann Ernst Schmaler), lužiški filolog, pisatelj in založnik, * 3. marec 1816 v Merzdorfu/Łućo pri Uhystu; † 13. junij 1884, Bautzen/Budyšin.
Bil je eden najpomembnejših predstavnikov nacionalnega ponovnega rojstva Lužiških srbov v 19. stoletju. 

## Življenje
Oče Jana Arnošta Smolerja je bil protestantski kantor. Leta 1823 je dobil mesto v kraju Lohsa / Łaz, kjer je Jan Arnošt končal osnovno šolo, preden se je leta 1827 preselil v gimnazijo v Budyšinu. Čeprav se je tam poučeval le nemški jezik, je Smoler v gimnazijskih dneh v zasebnih krogih pridobil obsežno znanje svoje materinščine.
Leta 1836 je začel študirati teologijo na univerzi v Breslau/Wroclawu. Leta 1839 je študij končal  in se za skoraj tri leta dolgo vrnil v domačo hišo svojih staršev v Łazu. V tem času je skupaj z Joachimom Leopoldom Hauptom in Handrijem Zejlerjem izdal pomembno zbirko lužiških pesmi "Ljudske pesmi Vendov v Zgornji in Spodnji Lužici". V znak priznanja za vendski jezik mu je Vendsko združenje   predikantov v Leipzigu (Wendische Predigergesellschaft zu Leipzig) leta 1839 podelilo častno članstvo.
Leta 1847 je bil Smoler soustanovitelj  Maćice Serbske - lužiškosrbskega združenja za kulturo in znanost. Hkrati se je v kontekstu revolucije 1848 zavzemal tudi politično za kulturne pravice svojega naroda. Saška vlada je v zvezi s tem pokazala pripravljenost popustiti in je leta 1850 so v nekaterih šolah uvedla pouk lužijščine. Leta 1850 je Smoler postal prvi učitelj materinščine na gimnaziji v Budyšinu. Učil je tudi na mestni šoli v Budyšinu. V okviru te dejavnosti je napisal več učbenikov.
V naslednjem letu je Smoler ustanovil svojo založniško knjigarno v Budyšinu. Od leta 1852 dalje je objavljal tednik Tydźenska nowina , iz katerega je leta 1854 izšel časopis Srbski Nowiny, ki obstaja še danes. Bil je tudi njegov prvi izdajatelj in urednik. Poleg tega je med letoma 1852 in 1856 izdal letopise za slovansko književnost, umetnost in znanost, ki so nenazadnje tudi med jezikoslovci v tujini dosegli velik ugled. Od leta 1865 do 1868 je Smoler izdajal tudi Slovanski osrednji list - tednik za literaturo, umetnost, znanost in narodne interese vseh Slovanov .
Smoler je bil eden pristaš kulturnega panslavizma in zagovornik teorije slovanske vzajemnosti. Še posebej za svoj mali narod je upal, da bodo kulturni stiki z velikimi slovanskimi narodi spodbujali in podpirali lužiškosrbsko kulturo v Lužici. Med letoma 1859 in 1883 je Smoler večkrat potoval v Rusijo, med drugim je pri tem zbiral donacije za financiranje svojih nacionalnih kulturnih projektov in društvene hiše Maćice Serbske. Njegov sin Marko Smoler (1857–1941) je v sedemdesetih letih dvajsetega stoletja prevzel njegovo založniške in uredniške odgovornosti.
Jan Arnošt Smoler je umrl 13. leta. Junija 1884 v Budyšinu. Njegov grob je na pokopališču na Protschenberg Protschenbergu / Hrodźišku pri Budyšinu.

## Posmrtna slava
V vasi Łaz, kjer se je rodil in Smoler preživel del svojega otroštva, potomci Smolerja in se Handrija Zejlerja skrbijo za dom srečanj  Zejler-Smoler-Haus, ki so ga odprli leta 1994 v nekdanji cerkveni šoli.
Leta 1991 je Založba Domowina v Budyšinuznova oživela knjigarno Smoler'sche Verlagbuchhandlung (sorb. Smolerjec kniharnja). To je edina knjigarna s celotno paleto aktualne lužiške literature. V njej se nahaja tudi  obsežna knjigarna rabljenih knjig .
Območno združenje Domowina v Budyšinu nosi ime "Jan Arnošt Smoler".

## Dela
- Vendsko-nemški pogovori. Budyšin 1841
- Ljudske pesmi Vendov v Zgornji in Spodnji Lužici, 2. Zv. 1841 in 1843 (uredil skupaj z Leopoldom Hauptom)
- Krotke wułpoženje powšitkomneho Serskeho prawjepisanja (Kratek opis splošnega vendskega črkovanja) Budyšin 1843.
- Nemško-vendiški slovar. S predstavitvijo splošnega vendskega črkovanja. Budyšin 1843
- Ostanki starodavne mitologije v vendski Lužici. [1848]
- Slovnica lužiško-vendskega jezika. Budyšin 1850
- Kratka slovnica srbsko-vendskega jezika v Zgornji Lužici. Budyšin 1852
- Slovanska krajevna imena v Zgornji Lužici in njihov pomen. Izdaja ob za 300-letnici gimnazije Budyšin / Bautzen 1867.

### Pisna dela, ki jih je objavil Smoler (izbor)
- Eduard Rüffer : Balkanski polotok in njegovi narodi pred rešitvijo orientalskega vprašanja: politično-etnografsko-vojaška skica. 1869
- P. Broniš : Slovanski priimki v Spodnji Lužici. 1867
- Karl August Jentsch : Zgodovina Lausitzer Predigergesellschaft zu Leipzig in seznam vseh njegovih članov od 1716–1866. 1867
- Christian Traugott Pfuhl : Fonologija in slovnica oblik  zgornjelužiško-vendskega jezika. S posebnim ozirom na staro-slovanščino. 1867
- Carl Friedrich Robert Immisch : Slovanska krajevna imena v Rudogorju. 1866
- Christian Traugott Pfuhl, Handrij Zejler : lužiški vendiški slovar. 1866
- Slavisches Centralblatt: tednik za literaturo, umetnost, znanost in nacionalne interese splošnega suženjstva. (Časopis 1865/1866)
- Osrednji list za slovansko literaturo in bibliografijo. (Časopis 1867/1868)
- Časopis za slovansko književnost, umetnost in znanost
- Aleksander Hilferding : Bosna. 1858
- Alexander Hilferding: Jezikovni spomeniki drevenskega in glinjanskega Elbslavena v Lüneburškem Wendlandu. 1857
- Letniki za slovansko književnost, umetnost in znanost 1852–1856